# ویشنو ۴۰۳۴
سیارک ۴۰۳۴ (به انگلیسی: 4034 Vishnu، نامگذاری:1986PA) ‏۴۰۳۴مین سیارک کشف شده‌است که در ۰۲ اوت ۱۹۸۶ کشف شد.